# Натријум-перманганат
Натријум-перманганат је хемијско неорганско једињење хемијске формуле NaMnO4.

## Добијање
Добија се на сличан начин као и калијум-перманганат, дакле загревањем или разблаживањем водом концентрованог раствора натријум-манганата. С обзиром да тешко кристалише, не употребљава се много. Употребљава се у смеши са натријум-манганатом (Кондијева течност), а смеша се добија топљењем пиролузита са натријум-хидроксидом.

## Својства и употреба
Натријум-перманганат има сличне хемијске особине као и калијум-перманганат, па се може користити уместо њега у хемијским реакцијама. Као оксиданс, може се користити за пречишћавање воде, када је потребно променити оксидационо стање појединих метала у једињењима која могу бити опасна и тако се наградити једињења која се могу лако одстранити из воде.